# North Tustin
North Tustin – jednostka osadnicza w Stanach Zjednoczonych, w stanie Kalifornia, w hrabstwie Orange.